# Lucy Franks
Pour les articles homonymes, voir Franks.
Lucy Franks, née le 27 février 1878 à Westfield et morte le 12 juillet 1964, est la présidente de l'Irish Countrywomen's Association. 
Elle est connue pour avoir aidé à sauver les United Irishwomen dans les années 1920 et leur avoir donné une direction pragmatique.

## Biographie
Gertrude Lucy Franks est née à Westfield dans le comté de Laois, le 27 février 1878. Elle est la fille du propriétaire terrien Matthew Henry Franks et de Gertrude Franks (née Despard). Sa tante par alliance est Charlotte Despard. Elle étudie au Alexandra College à Dublin, et après avoir quitté l'école, elle retourne à la maison pour s'occuper de son père invalide. En 1912, elle rejoint les Irishwomen United. Cinq ans plus tard, elle aide à fonder une succursale locale à Castletown. En 1923, la maison familiale à Westfield est incendiée pendant la guerre civile irlandaise, et la famille a déménagé à Blackhill Maison, Abbeyleix. Son père meurt en 1924, et les Franks quittent l'Irlande pour une période de voyages en Angleterre et en Afrique du Sud et retournent en Irlande en 1926.

### United Irishwomen
À son retour, elle trouve les United Irishwomen affectées par les années de bouleversements politiques, avec seulement 8 branches restantes et moins d'une centaine de membres. Elle concentre toute son énergie sur la revitalisation de l'organisation, avec pour principal objectif de la rendre aussi utile que possible pour les femmes, en leur donnant des compétences pratiques pour améliorer leurs conditions de vie. Ayant appris la vannerie en Angleterre, elle met en place des classes pour apprendre à faire des paniers et des plateaux et encourage les membres à vendre leurs produits. Elle est membre de la Royal Dublin Society en 1927 et organise un stand au salon du printemps pour y vendre le travail des membres. Au salon de printemps, le stand des United Irishwomen est appelé « Countryside workers exhibit » et montre les produits réalisés par des tisseurs, des tapissiers, des vanneurs, des fileurs, et le travail des enfants de l'école Montessori. En 1929, Muriel Gahan s'implique dans le spectacle et travaille avec Franks dans les bureaux de l'United Irishwomen au 33 Molesworth Street à Dublin. L'idée vient à Gahan d'établir de façon permanente un magasin à Dublin pour vendre plus de productions de leurs membres. Le résultat a été le Country Shop au 23 St Stephen's Green et a fonctionné de 1930 à 1978. Il est géré par l'entreprise de Country Workers Ltd, dont Frank occupé le siège de directrice jusqu'à sa mort en 1964. Un restaurant est ajouté à la boutique sur une suggestion de Franks, Gahan reconnaissant plus tard que c'est la plus fructueuse de l'entreprise,.
Franks a été l'une des membres fondatrices de l'Associated Country Women of the World (ACWW) en 1927. Lors de la conférence triennale de l'ACWW de 1936 à Washington, Franks parle sur les fonctions et les objectifs des nouvellement nommées United Irishwomen, elles-mêmes devenues l'Irish Countrywomen's Association (ICA) en 1935. Elle a été la présidente nationale de l'ICA de 1942 à 1952. Sous sa direction, les artisans de l'ICA fondent une guilde, contrôlée par des juges et des tests. Elle lance  également un projet paysager pour transformer des parcelles de carrefour en jardins de bordure de route, et supervise les foires de collecte de fonds. Au cours de sa présidence, des plans ont été établis pour créer un collège avec une résidence permanente dans lequel des écoles d'été pourraient avoir lieu. En 1953, le collège An Grianán à Termonfeckin dans le comté de Louth a été ouvert avec un financement de la Fondation Kellogg.

### Fin de vie
En 1952, Franks est nommée buan chara (membre honoraire à vie) quand elle prend sa retraite de la présidence. Elle meurt le 12 juillet 1964 et est enterrée au  Deans Grange Cemetery. L'Irlande a accueilli la conférence triennale de l'ACWW en 1965, au cours de laquelle une maison de jardin au An Grianán ICA college a été dédié à sa mémoire,.